# Equipo Acrobático del Colegio del Aire
El Equipo Acrobático del Colegio del Aire es un equipo acrobático de la Fuerza Aérea Mexicana formado en 2010 por los instructores del colegio del aire que se dedican a entrenar a las futuras generaciones de pilotos aviadores mexicanos. Este equipo acrobático utiliza aviones Pilatus PC-7 de fabricación Suiza, con los cuales se imparte el adiestramiento táctico y avanzado a los cadetes del colegio del aire.
El propósito de este equipo acrobático es demostrar el arte y la pasión de volar utilizando la acrobacia aérea y a los legendarios aviones Pilatus PC-7 que han permanecido en el servicio activo por más de 40 años en la FAM.

## Tabla Acrobática
1. Loop en formación "Delta".
2. Barril volado en formación "V".
3. Rompimiento cruzado en flecha.

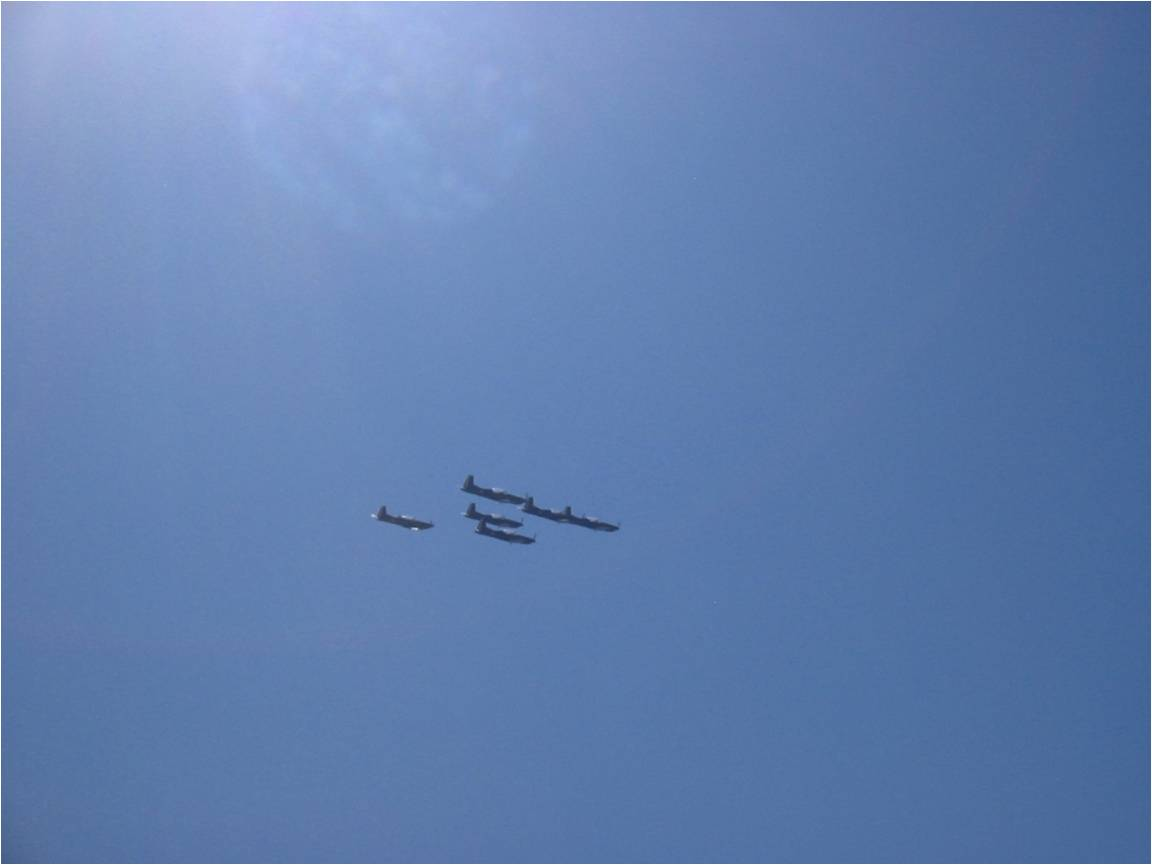
El Equipo Acrobático del Colegio del Aire realizando la maniobra "Loop Oblicuo" en formación "Delta".

4. Secuencia de cruces (miembros 5 y 6).
5. Loop y barril volado en columna (miembros 5 y 6).
6. Barril coordinado en formación "Diamante" (miembros 1, 2, 3 y 4).
7. Ocho inverso (No. 5).
8. Flor de lis vertical (miembros 1, 2, 3 y 4).
9. Pase invertido (No. 3).
10. Ocho ascendente (No. 4).
11. Secuencia invertida (No. 1).
12. Barril lento (No. 1).
13. Immelmann en columna y regreso (miembros 2, 3 y 6).
14. Espejo con órbita (miembros 1, 4 y 5).
15. Loop en formación "V" con flor de lis vertical (miembros 2, 3 y 6).
16. Espejo en viraje (miembros 4 y 5).
17. Barriloop (No. 6).
18. Cruzando la formación (los primeros 5 elementos van en formación "V" con el tren de aterrizaje abajo y el sexto pasa en sentido contrario a toda velocidad).
19. Loop oblicuo en formación "Punta de flecha".
20. Rompimiento en formación "V".[1]

## Aviones utilizados
| Avión        | Número | Periodo         |
| ------------ | ------ | --------------- |
| Pilatus PC-7 | 6      | 2010 - presente |